# Mattheus Le Maistre
Mattheus Le Maistre (* um 1505 vielleicht in Roclenge-sur-Geer im Hochstift Lüttich; † März 1577 in Dresden) war ein franko-flämischer Komponist und Kapellmeister der Renaissance.

## Leben und Wirken
Über die Jugendzeit und die Ausbildung von Mattheus Le Maistre sind keine Informationen überliefert. Aus den wenigen vorhandenen Quellen ergibt sich, dass er im Hochstift Lüttich geboren wurde und seine erste musikalische Ausbildung vermutlich als Chorknabe erhalten hat. In dem Vorwort zu den deudschen und lateinischen geistlichen Gesengen von Anfang 1577 schreibt er, dass er sich seit früher Kindheit mit Musik beschäftigt hat. Seine erste Schaffensperiode, die dann folgte, lag lange im Dunkeln. Aus der Tatsache, dass eine größere Anzahl von Kompositionen (Messen, Responsorien und lateinische Motetten) sich in den überlieferten manuskriptmäßigen Chorbüchern der damaligen Münchener Hofkapelle befinden, folgerte der deutsche Musikforscher Adolf Sandberger (Leipzig 1894/95), dass Le Maistre vor 1554 am bayerischen Hof in München gewirkt hat, dessen Kapelle von Ludwig Daser geleitet wurde. Hierauf deutet auch ein Eintrag in den Rechnungsbüchern des Hofzahlamts aus dem Jahr 1552 hin, in dem ein „Mathesz Nidlender“ erwähnt ist. Er kann somit als erster ausländischer Musiker am bayerischen Hof gelten. Aus der Erwähnung seines Namens in zwei Leipziger Verzeichnissen von 1551 und 1564 lässt sich schließen, dass der Komponist schon früher, vielleicht auch vor seiner Münchner Zeit, Verbindungen zur Stadt Leipzig hatte.
Im Jahr 1554 trat Mattheus Le Maistre das Amt des sächsischen Hofkapellmeisters als Nachfolger von Johann Walter an und konvertierte zum Protestantismus; ab dieser Zeit sind seine Kompositionen fast ausschließlich gedruckt überliefert. Die Hofkapelle umfasste seinerzeit 40 Musiker. Hier übernahm er auch die Traditionen von Johann Walter und Georg Rhau, vertonte Teile von Luthers Kleinem Katechismus und schuf Choralmotetten zu Luther-Liedern. Aus Gesundheitsgründen hat er schon 1565 um seine Entlassung gebeten; er bekam aber zunächst nur eine jährliche Pension. Am 14. Juni 1568 trat sein Assistent Antonio Scandello seine Nachfolge an. Le Maistre blieb mit dem Hof in Dresden zeit seines Lebens verbunden und führte den Titel des Hofkapellmeisters bis zu seinem Tod im Frühjahr 1577. Er hatte einen Sohn, Valerian, der als Musiker in der kaiserlichen Kapelle wirkte.

## Bedeutung
Der Musiktheoretiker Hermann Finck zählte Le Maistre in seiner Practica musica (Wittenberg 1556) zu den herausragenden Komponisten seiner Zeit. Noch bis 20 Jahre nach seinem Tod wurden seine Werke an seinen Wirkungsstätten aufgeführt. Seine Messe „Praeter rerum seriem“ ist die erste bekannte Vertonung auf der Basis der gleichnamigen Motette von Josquin Desprez. In dieser Komposition vereinigt Le Maistre die Stilelemente der Cantus-firmus-Messe und der Parodiemesse. Bei der Vertonung der Textauswahl aus dem Kleinen Katechismus schreibt er schlichte dreistimmige Sätze ohne Baßstimme. In seiner Sammlung geistlicher und weltlicher deutscher Lieder (1566) verwendet er Ludwig Senfls Stil des Tenorlieds. Bei seinen „geistlichen Gesängen“ sind einfache Strophenlieder ebenso enthalten wie komplexe Motetten mit ausgeprägter Imitation und virtuoser Cantus-firmus-Behandlung. Insgesamt kann der musikalische Stil von Mattheus Le Maistre, wenn auch seinen franko-flämischen Zeitgenossen ebenbürtig, als ausgesprochen konservativ bezeichnet werden.

## Werke
- Einzeldrucke
  - Magnificat octo tonorum (Dresden 1557), verschollen
  - Catechesis numeris musicis inclusa zu drei Stimmen (Nürnberg 1559)
  - Geistliche und weltliche Teutsche Geseng (Wittenberg 1566)
  - Liber primus sacrarum cantionum (Dresden 1570)
  - Officia de nativitate et ascensione Christi (Dresden 1574), verschollen
  - Schöne und auserlesene deudsche und lateinische geistliche gesenge auff 3 Stimmen (Dresden 1577)
- Werke in Sammeldrucken
  - „Adjuva me Domine“ zu fünf Stimmen
  - „Semper honorabile sit conjugium“ zu fünf Stimmen (verschollen)
  - „Dixit Dominus Deus“ zu acht Stimmen
  - „Estote prudentes“ zu vier Stimmen
  - Missa „Ich weis mir ein fest gebawtes Haus“ zu fünf Stimmen
  - „Quod sit sponsa Dei donum“ zu fünf Stimmen
- Handschriftliche Messen und Magnificat
  - Missa „Erstanden ist der heilige Christ“ zu vier Stimmen
  - Missa „Gott ist mein Licht“
  - Missa „Ich weis mir ein fest gebawtes Haus“ zu fünf Stimmen (unvollständig erhalten)
  - Missa „In Feriis“ zu vier Stimmen
  - Missa „Praeter rerum seriem“ zu sechs Stimmen
  - Missa „Regnum mundi“ zu vier Stimmen
  - Missa „Super Doulce Memoire“ zu sechs Stimmen
  - Missa „Toutes les nuitz“ zu vier Stimmen
  - Missa „II. toni“ zu fünf Stimmen
  - Missa „Wo der Herr nicht bauet das Haus“ (nur Cantus erhalten)
  - Magnificat sexti toni zu vier bis acht Stimmen
- Handschriftliche Motetten
  - „Adjuva me domine“ zu fünf Stimmen
  - „Brich nicht an mir“
  - „De profundis clamavi“ zu fünf Stimmen
  - „Dierum Quadragesimalium Liber Primus“
  - „Dispersit dedit pauperibus“ zu fünf Stimmen
  - „Dixit Dominus Deus“ zu acht Stimmen
  - „Ecce triumphator“ zu vier Stimmen (nur Bassus erhalten)
  - „Estote prudentes“ zu vier Stimmen
  - „Herzedle Frucht“
  - „Lucerna pedibus meis“ zu vier Stimmen
  - „Omnia iudicia tua“ zu vier Stimmen
  - „Peccavimus cum patribus“ zu vier Stimmen
  - „Quin praefers rebus bona“ zu sechs Stimmen
  - „Recht inniglich ich mir erwählt“
  - „Tristis est anima mea“ (nur Bassus erhalten)
  - „Vater unser, der du bist im himel“ zu vier Stimmen
  - Zwei weitere durch Konkordanzen identifizierte Motetten
- Intabulierungen von Vokalwerken
  - „Allmechtiger gütiger Gott“ (Leipzig 1571)
  - „Herr Gott nun sey gebreisset“ (Leipzig 1571)
  - „Tristis est anima mea“ (Leipzig 1583)